# Бело-Поле (город)
Бело-Поле (серб. Бело Поље) — населённый пункт городского типа в Пчиньском округе Сербии.

## Население
Согласно переписи населения 2002 года, в городе проживало 545 человек (541 серб, 2 болгар, 1 македонец и 1 хорват).
| Численность населения | Численность населения | Численность населения | Численность населения | Численность населения | Численность населения | Численность населения | Численность населения |
| 1948                  | 1953                  | 1961                  | 1971                  | 1981                  | 1991                  | 2002                  | 2011                  |
| --------------------- | --------------------- | --------------------- | --------------------- | --------------------- | --------------------- | --------------------- | --------------------- |
| 148                   | 201                   | 238                   | 324                   | 480                   | 568                   | 545                   | 512                   |